# Xingning
Pour les articles homonymes, voir Xingning (homonymie).
Xingning (兴宁 ; pinyin : Xīngníng) est une ville de la province chinoise du Guangdong. C'est une ville-district placée sous la juridiction de la ville-préfecture de Meizhou.
une très courte histoire du comté de xinning: xinning comté établi en l'an 331, au cours de la dixième dynastie des han du sud, xinjing était la première capitale, cependant, trois ans plus tard, la capitale a déménagé à aujourd'hui la ville de guangzhou.

## Démographie
La population du district était de 1 464 609 habitants en 1999.